# 장폴 로랑스
장폴 로랑스(프랑스어: Jean-Paul Laurens, 1838년 3월 28일~1921년 3월 23일)는 프랑스의 화가이자 조각가이며, 프랑스 아카데미 양식의 마지막 선구자 중 한 명이다.

## 생애
로랑스는 프랑스 포르크보에서 태어났으며 레옹 코니에와 알렉상드르 비다의 제자였다. 그는 강력한 반성직주의와 공화주의를 표방했으며, 역사와 종교에 관한 주제를 다루면서 군주제와 성직자의 억압에 반대하는 메시지를 전달하고자 했다. 그의 학식과 기술적 숙련도는 당시에 많은 찬사를 받았지만, 후년에 그의 매우 사실적인 기법과 연극적 미장센이 결합되면서 일부 예술사학자들은 지나치게 교훈적이라는 견해를 가지게 되었다. 그러나 로렌스의 생전에 쇠퇴하던 역사 회화 장르가 최근에 들어서야 그 중요성이 인정받게 되면서 그의 작품은 독창적인 리뉴얼 작품으로 재평가되고 있다.

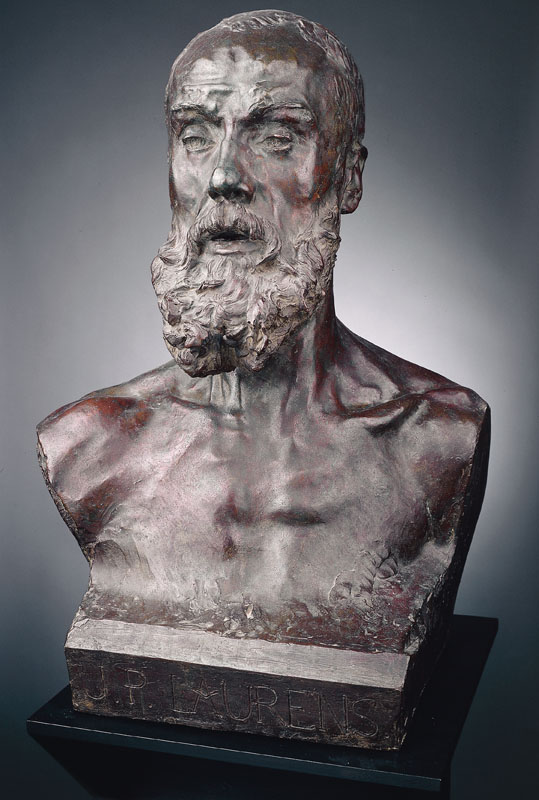
오귀스트 로댕이 제작한 장폴 로랑스의 흉상, 1881년, 드레스덴 알베르티눔 소장

로랑스는 프랑스 제3공화국으로부터 파리 시청의 강철 천장, 팡테옹의 애프스에 있는 제네비에브의 삶을 다룬 기념비적 연작, 오데옹 극장의 천장 장식, 툴루즈 국회의사당에 있는 유명한 시청사 등 수많은 공공 건축물을 그리라는 의뢰를 받았다. 그는 또한 오귀스탱 티에리가 쓴 《메로베우스 왕조 시대의 기록》(Récits des temps mérovingiens)의 삽화를 그렸다.

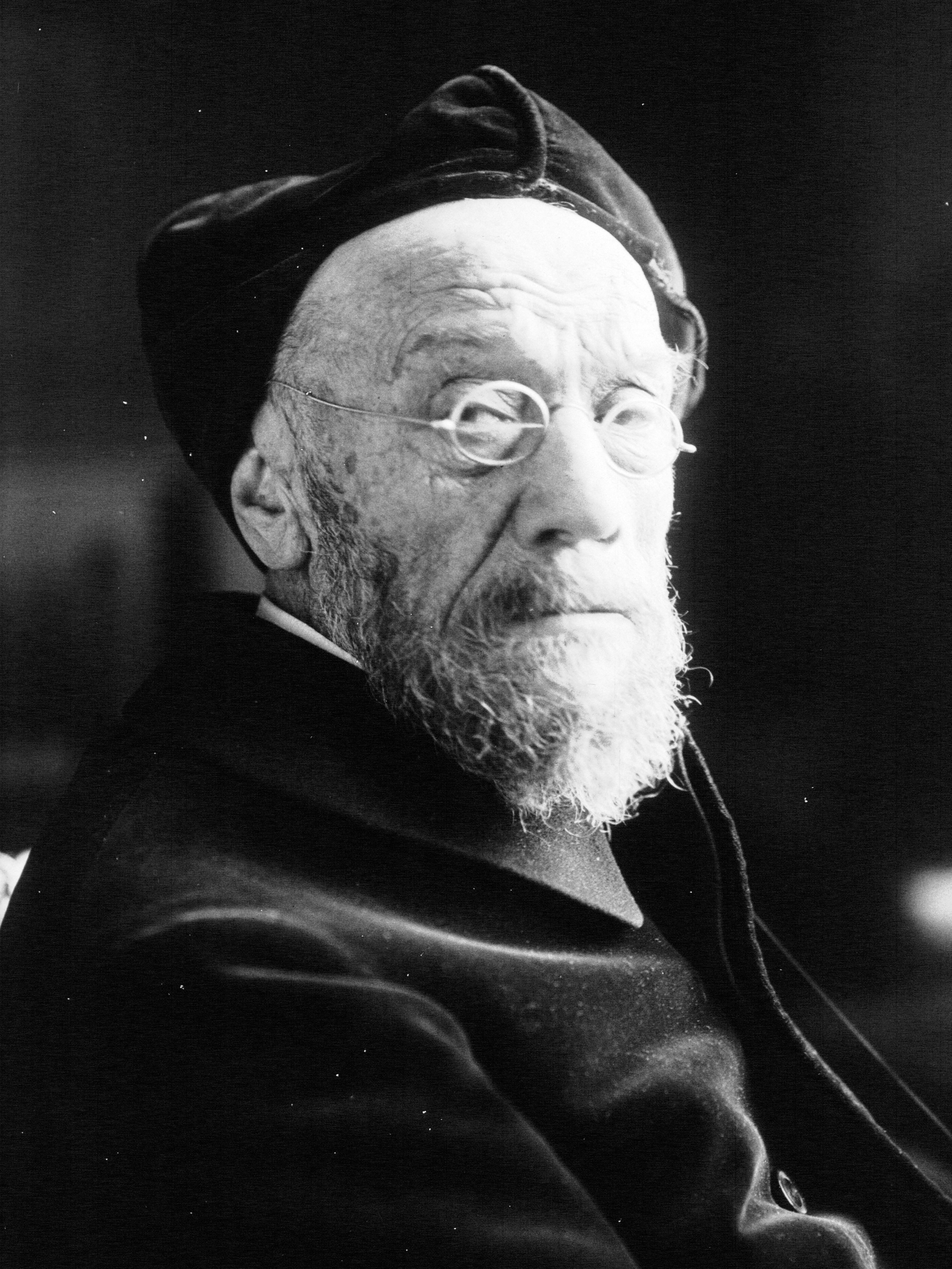
장폴 로랑스, 1914년

로랑스는 줄리안느 아카데미에서 매우 존경받는 교사였으며 파리 에콜 데 보자르의 교수로 재직하며 앙드레 뒤누아에 드 스곤작(André Dunoyer de Segonzac)과 조지 바르비에(George Barbier)를 가르쳤다. 그는 1921년 82세의 나이로 파리에서 사망했다. 그의 두 아들 폴 알베르 로랑스(1870~1934)와 장피에르 로랑스(1875~1932)도 둘 다 화가가 되었으며, 줄리안느 아카데미에서 교사로 일했다.

## 작품

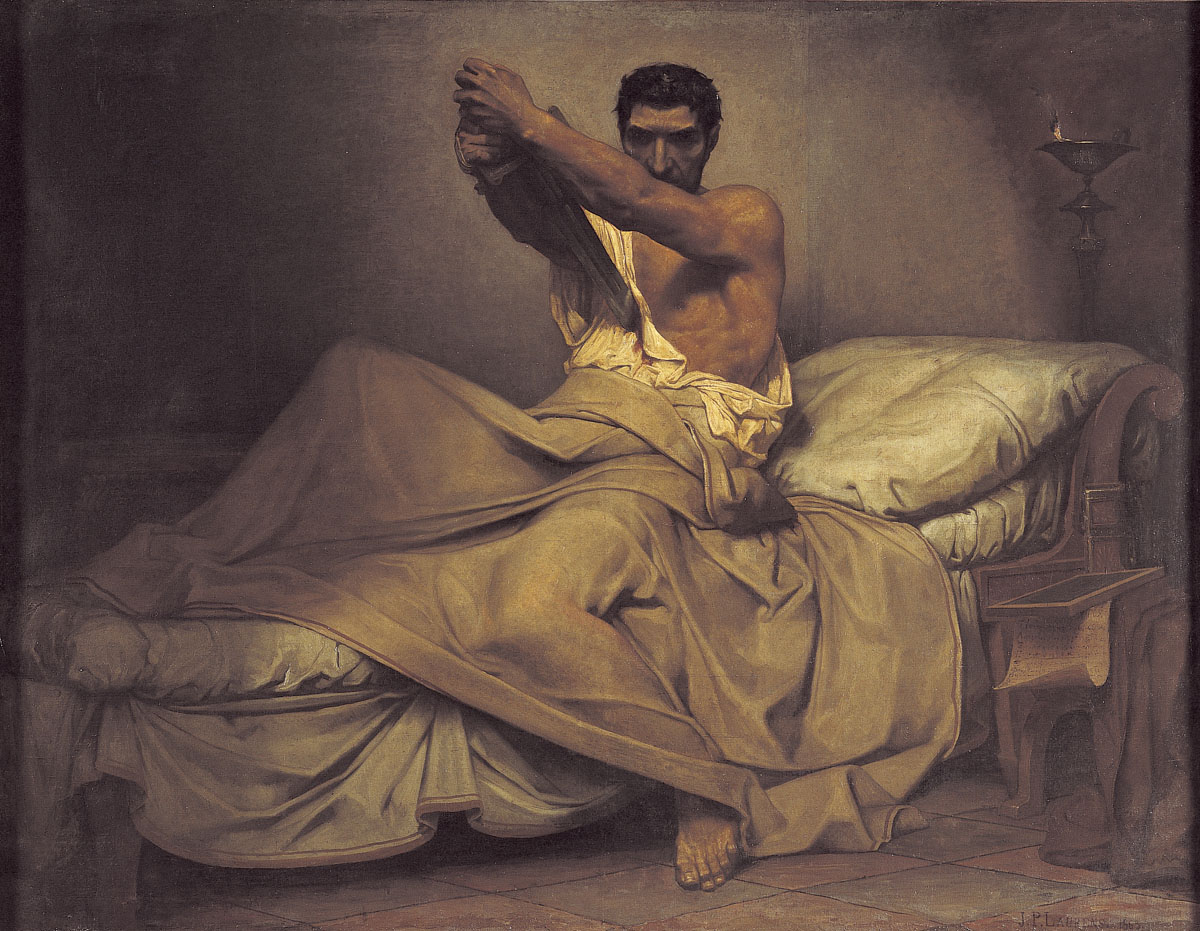
《소 카토의 죽음》, 1863년, 오귀스탱 박물관
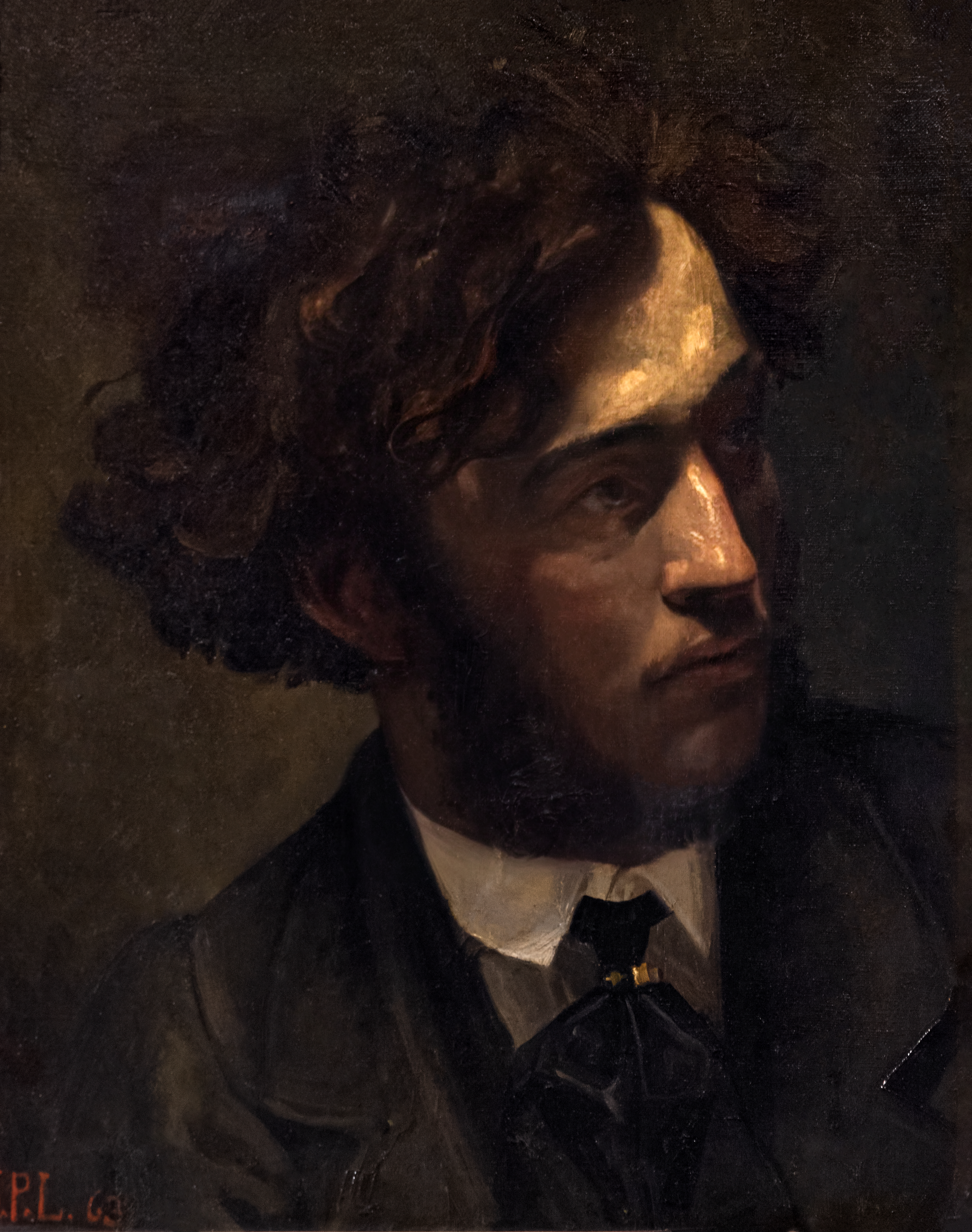
Augustin Fumadelles의 초상화, 1863년
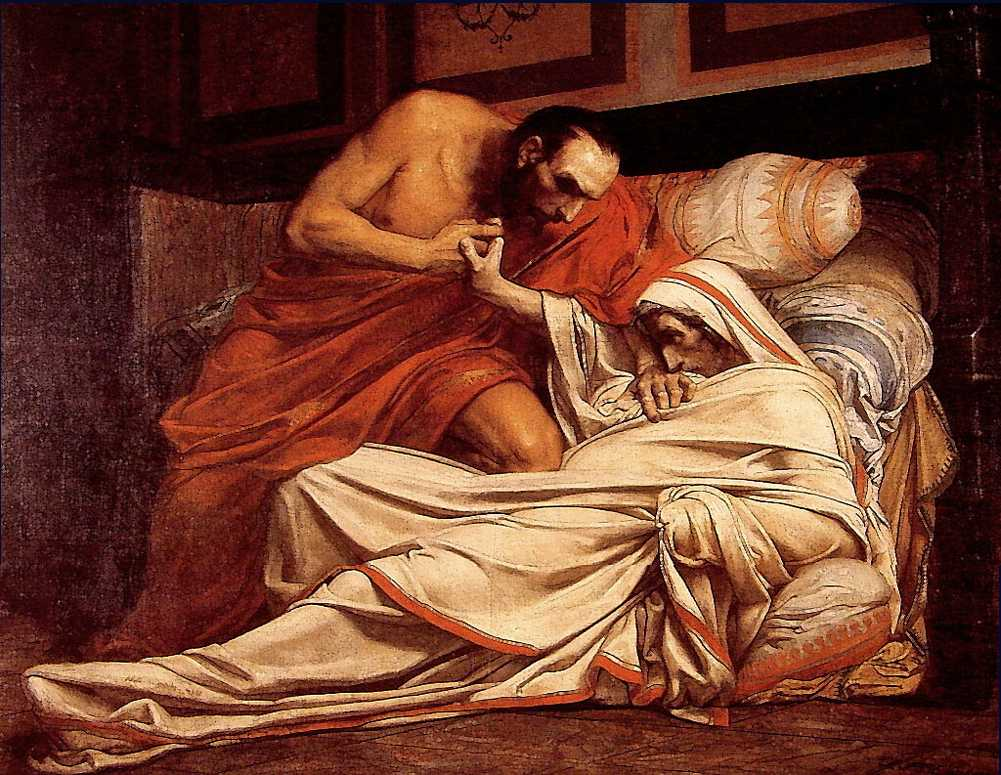
《티베리우스의 죽음》, 1864년
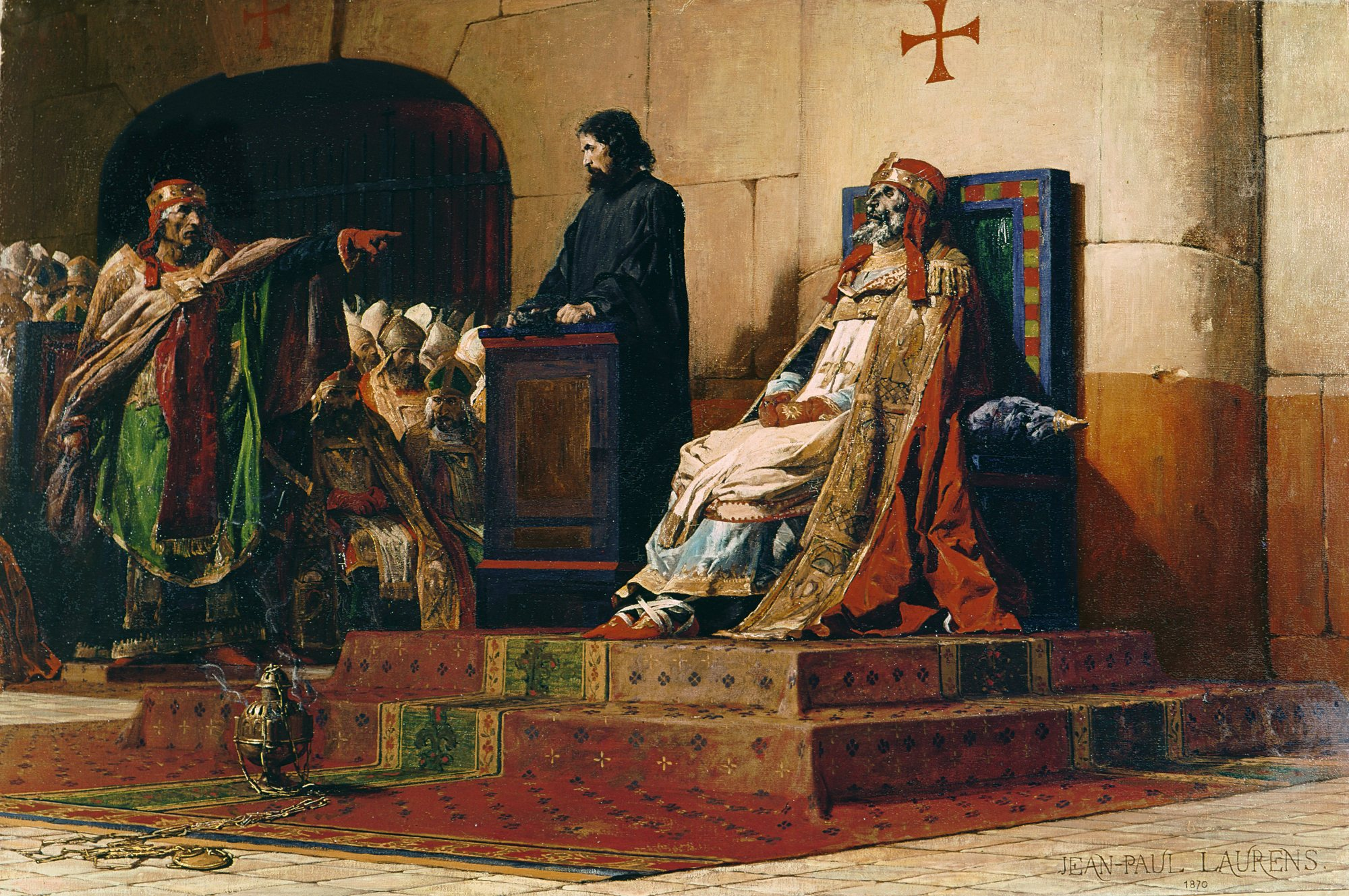
《교황 포르모소와 교황 스테파노 6세》(Le Pape Formose et Etienne VI), 새로 건국된 이탈리아 왕국이 로마를 점령하고 교황의 교황청의 시간적인 힘을 종식시킨 1870년에 시체 재판을 묘사한 작품, 낭트 미술관 소장
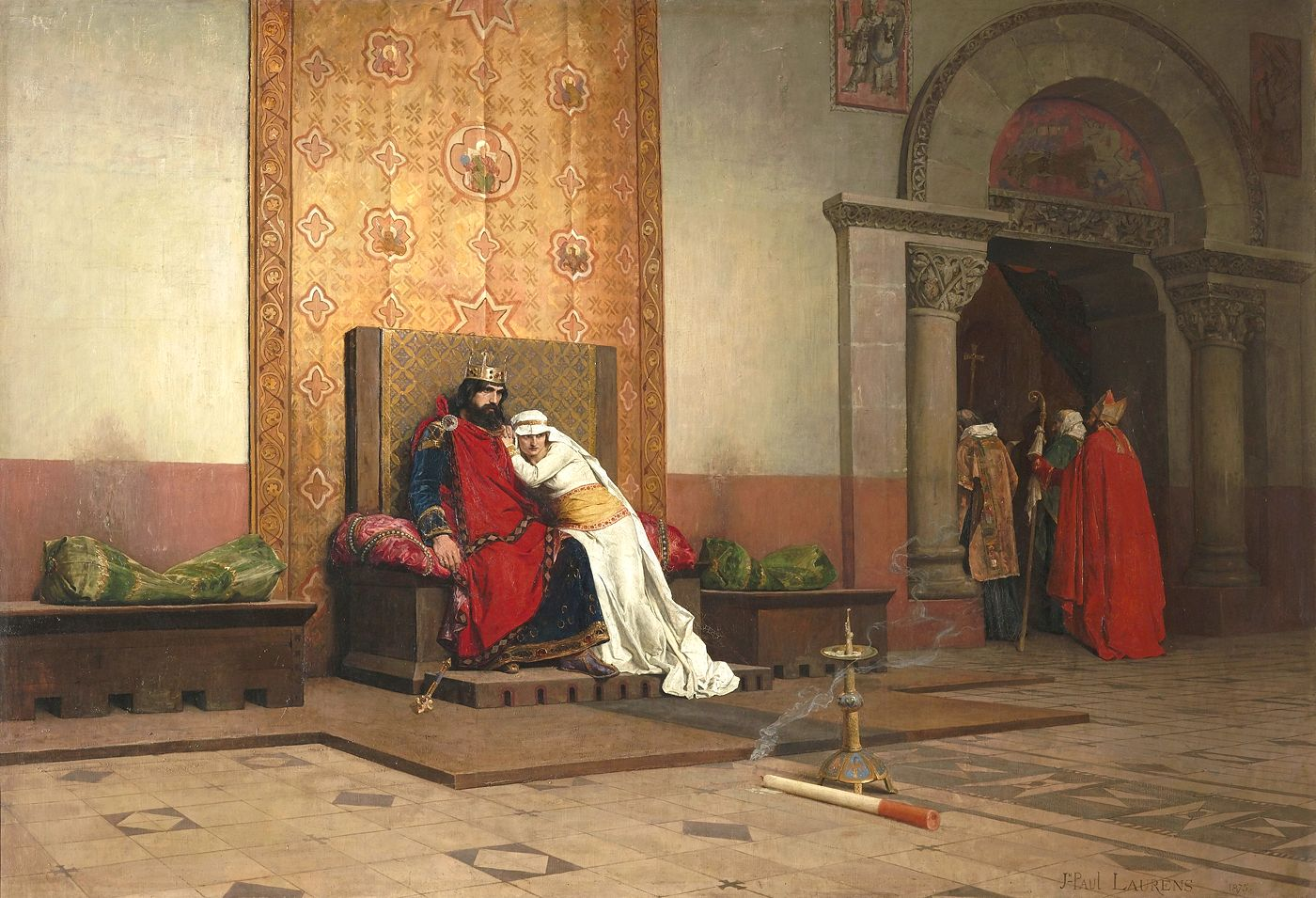
《로베르 2세의 파문》, 1875년, 오르세 미술관
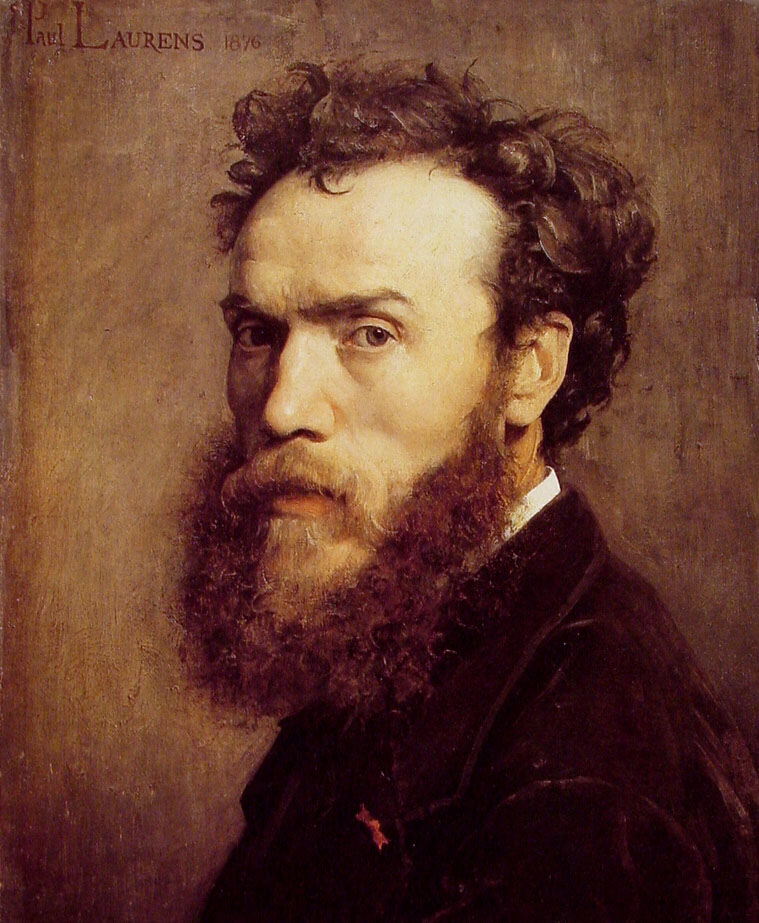
자화상, 1876년, 우피치 미술관
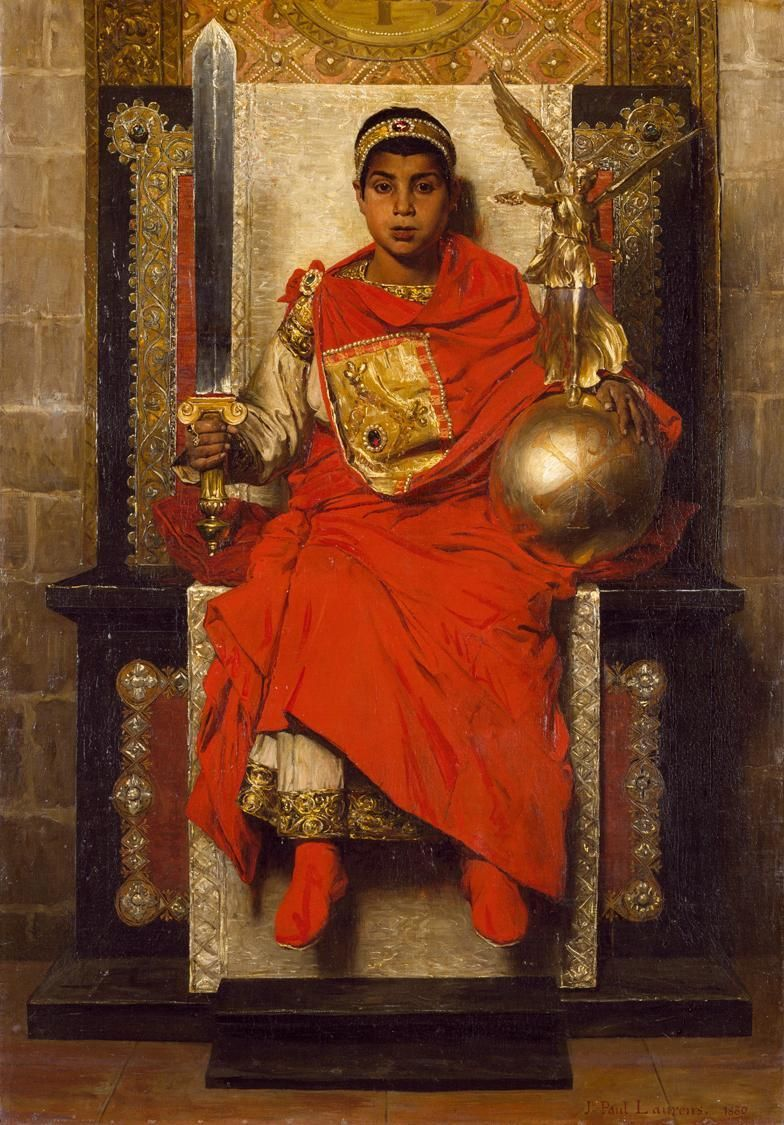
《마지막 황제: 호노리우스》, 1880년, 크라이슬러 미술관
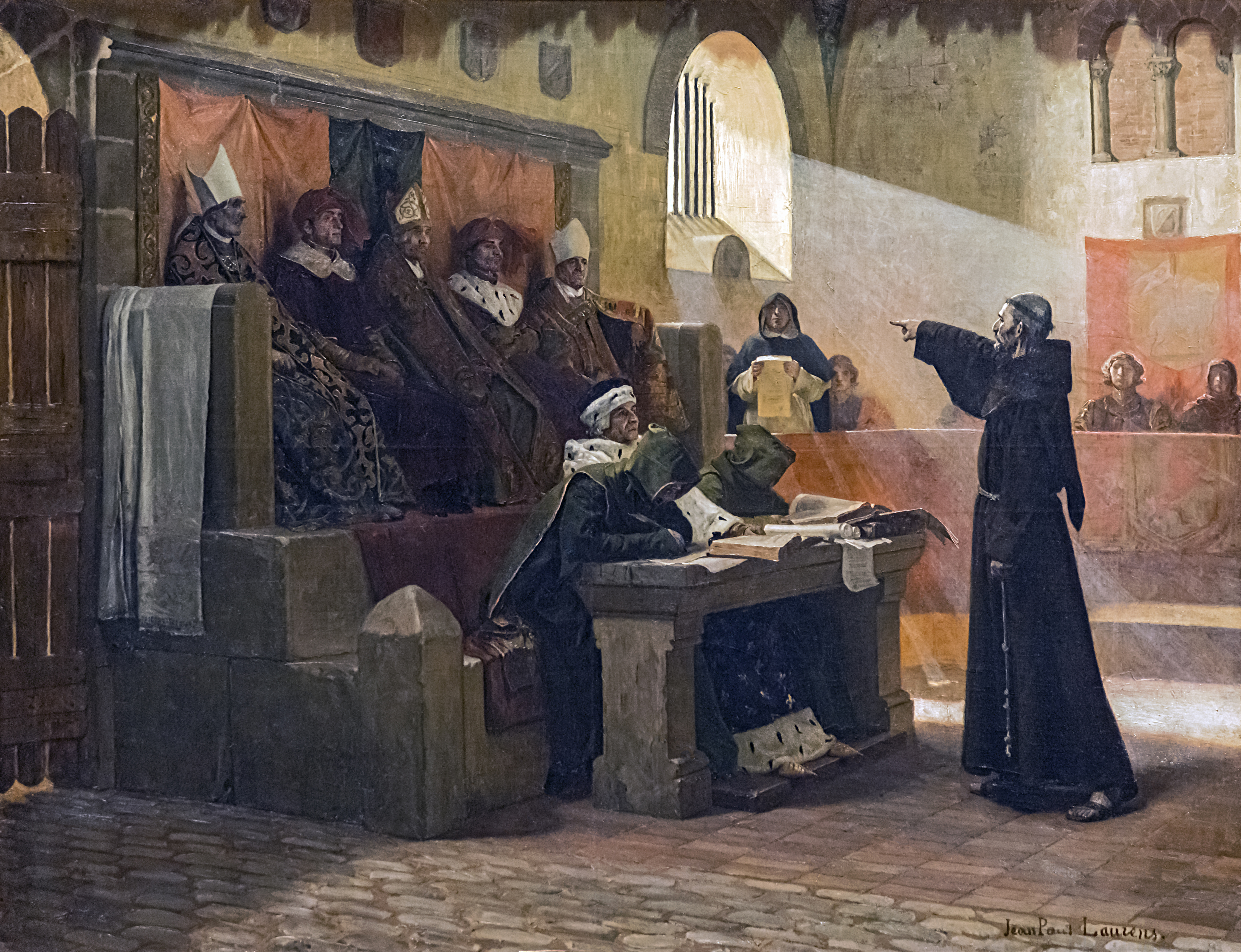
L'Agitateur du Languedoc, 1887년, 오귀스탱 박물관
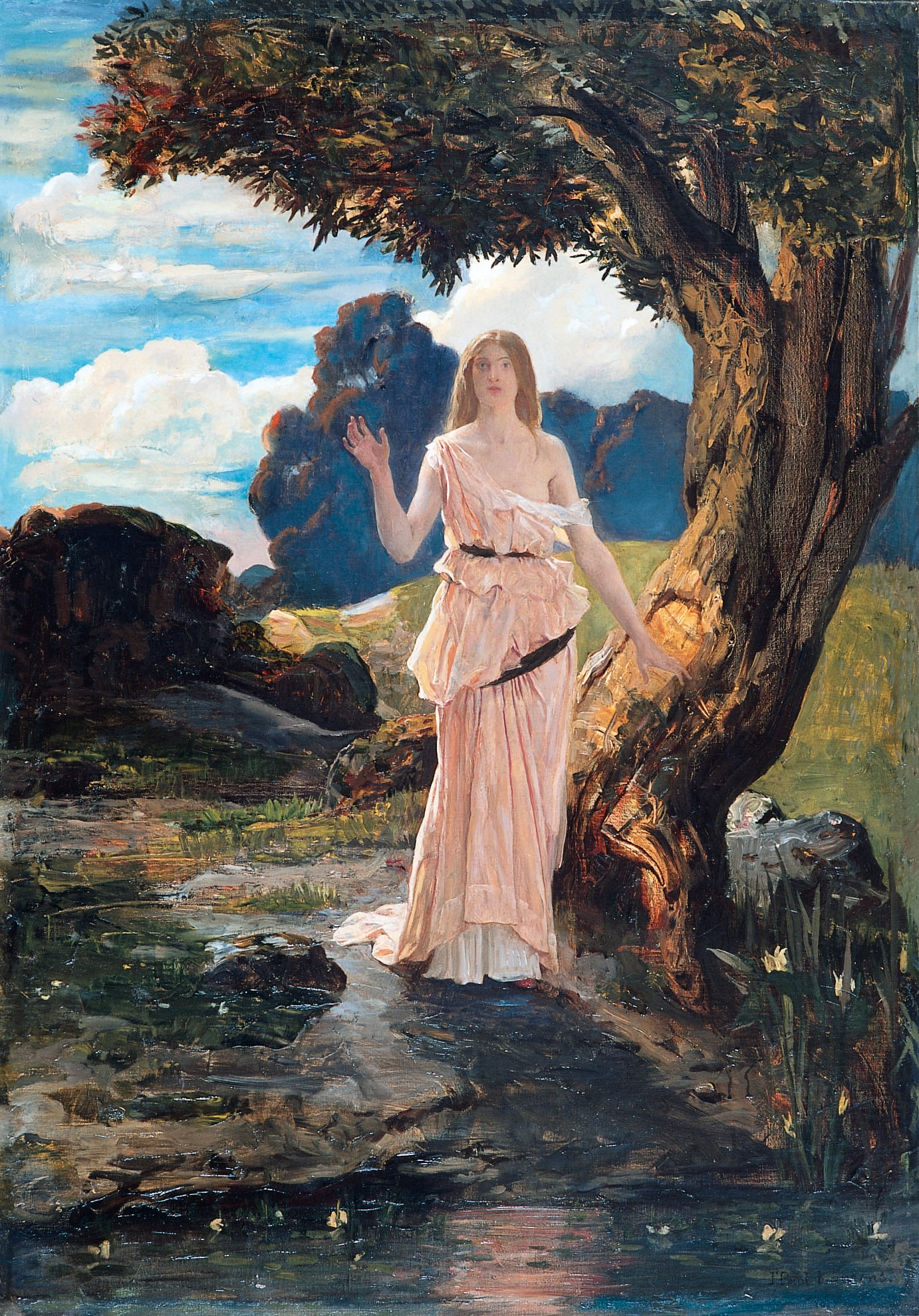
《오필리아》, 1888년
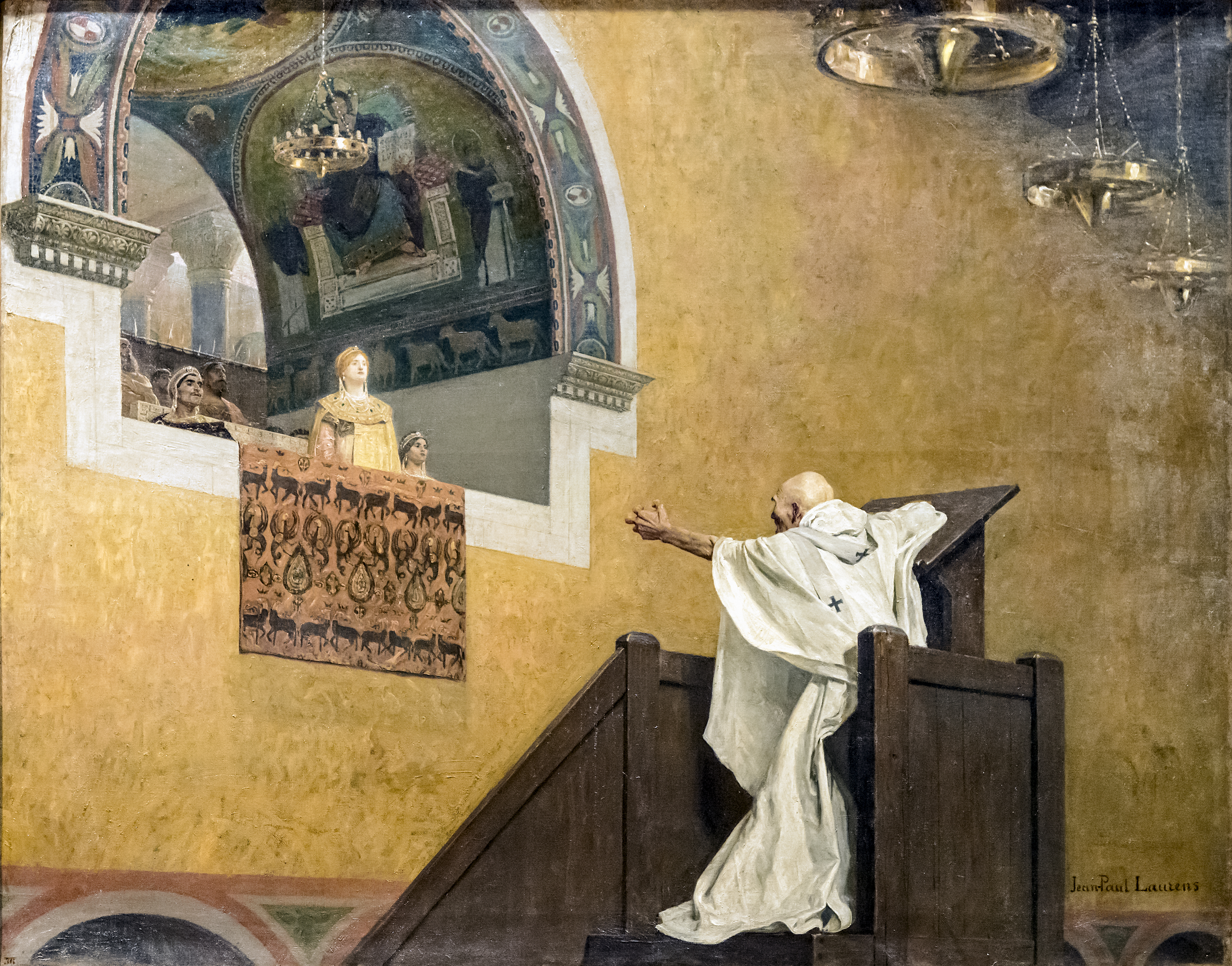
《요한네스 크리소스토모스와 아일리아 에우독시아 황후》, 1893년, 오귀스탱 박물관
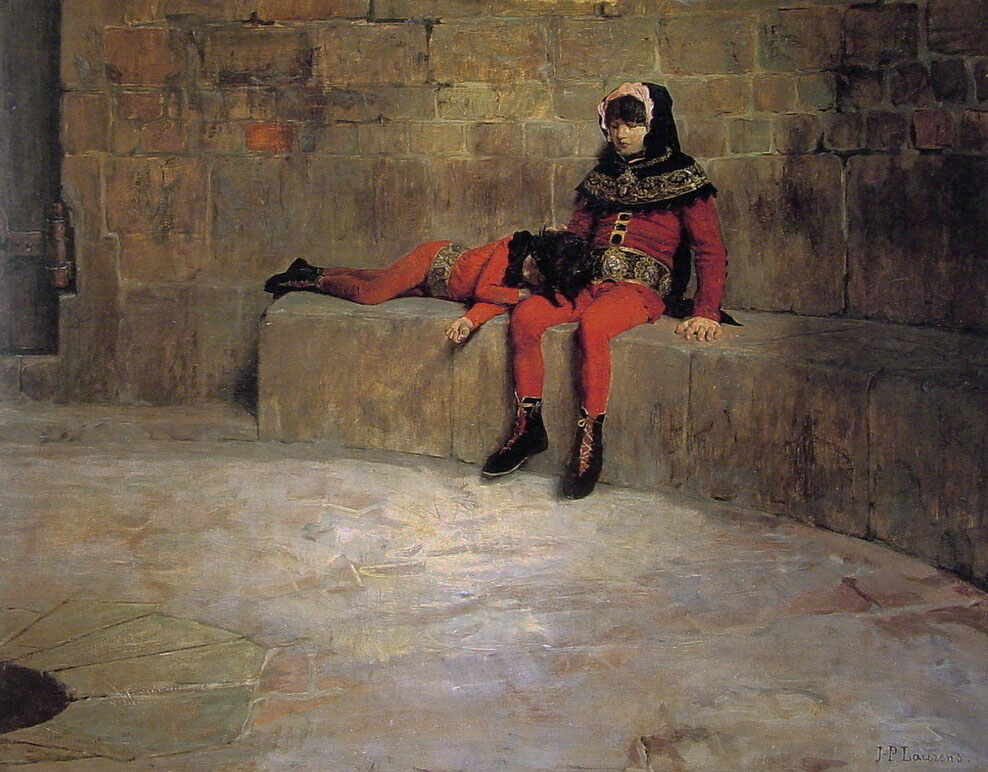
《인질》(Les Otages), 1896년, 리옹 미술관